# Walter Katzenstein
Walter Katzenstein (Lisboa, Portugal, 8 d'octubre de 1878 – Hamburg, 9 de setembre de 1929) va ser un remer alemany que va competir cavall del segle xix i el segle xx. El 1900 va prendre part en els Jocs Olímpics de París, on guanyà una medalla d'or en la prova de quatre amb timoner com a membre de l'equip Germania Ruder Club, Hamburg. En la prova del vuit amb timoner acabà en la quarta posició final.